# DeSmuME
DeSmuME (ранее известный как YopYop DS) — эмулятор портативной игровой консоли Nintendo DS с открытым исходным кодом, распространяющийся под лицензией GPL. Как и оригинальный вариант под старым именем, текущая версия DeSmuME написана на C++ и поддерживает несколько платформ: Linux, macOS, Wii и Windows. Последние версии эмулятора с успехом запускают не только тестовые- и homebrew-программы, но и коммерческие игры. Считается одним из лучших NDS-эмуляторов по количеству и качеству эмулируемых игр.

## История

### Оригинальный DeSmuME
Оригинальная версия эмулятора была разработана YopYop156 и имела пользовательский интерфейс на французском языке (со множеством неофициальных переводов на другие языки). В основном она эмулировала NDS-homebrew и тестовые демо-программы.
Спустя некоторое время, автор прекратил разработку программы (на тот момент её версия была 0.3.3) и опубликовал её исходный код.

### Текущая версия
Публикация кода привела к появлению множества т. н. «форков» — несколько разработчиков с энтузиазмом продолжили развитие эмулятора. В конце концов, все эти наработки были объединены в единый проект DeSmuME, не только успешно существующий и по сей день, но и заметно продвинувшийся и отличающийся от оригинальной версии.

### Консольная версия
Помимо основных PC-платформ, эмулятор был портирован и на PlayStation Portable. К сожалению, ввиду низкой производительности эмуляции и отсутствия у PSP сенсорного экрана — на данной платформе эмулятор не приобрёл особой популярности и востребованности, и дальнейшая его разработка была заморожена.
Тем не менее, многие хвалили PSP-версию уже за тот факт, что она вполне сносно запускала и эмулировала ПО/homebrew для Nintendo DS.
В 3-м квартале 2009 года появился Wii-порт DeSmuME, который успешно существует и развивается до сих пор.

### Название
Согласно wiki проекта, название эмулятора «DeSmuME» — это игра слов в английском языке, DS Emu + ME (по аналогии с FlashME, PassME, WifiMe, LoadME; вообще, использование окончания «ME» в продуктах NDS-сцены — довольно распространено среди homebrew-разработчиков), поэтому, DeSmuME вполне можно читать как «DSemuMe», или «DS emulator for me».

## Особенности
В отличие от других эмуляторов NDS (Ideas, NO$GBA), DeSmuME обладает рядом особенностей присущих только ему:
- Бесплатность, открытый исходный код
- JIT-рекомпилятор (ускорение процесса эмуляции)
- Полноценная поддержка savestates (быстрых сохранений в любом месте игры/любого состояния игры)
- TAS-совместимость[10] (возможность записи аудио и видео процесса)
- Lua-скриптинг (TAS)
- Дополнительный инструментарий (TAS)
- Поддержка расширений SLOT2 (GBA+SRAM для бонусов в играх, Rumble Pack, Expansion Memory для NDS Browser, Guitar Grip, Flash, Piano, Paddle)
- Возможность настройки размеров и положения экранов без сторонних программ
- Возможность настройки быстрых клавиш без сторонних программ
- Поддержка микрофона
- Эмуляция микрофона (отсутствует в linux-сборке)
- Поддержка поиска значений в памяти DS с возможностью добавления в список обманов (Чит-коды)

## Планы
- Поддержка Wi-Fi (полноценная поддержка сети и сетевой игры).